# Organismo de Formalización de la Propiedad Informal
El Organismo de Formalización de la Propiedad Informal (siglas: COFOPRI) es un organismo adscrito al Ministerio de Vivienda, Construcción y Saneamiento del Perú del Perú. Tiene como sede la ciudad de Lima.
El organismo se encarga del catastro masivo de la propiedad predial a nivel nacional. Este procede por la titulación y el saneamiento. Por decreto supremo, en 2020, el servicio de castro es gratuito para cualquier dueño de los terrenos reclamados antes de 2004.